# Dangjin
Dangjin (kor. 당진시) – miasto w Korei Południowej, w prowincji Chungcheong Południowy. W 2003 liczyło 117 409 mieszkańców.